# Anisoneura hypocyanea
Anisoneura hypocyanea là một loài bướm đêm trong họ Noctuidae.